# Gianmatteo Mareggini
Gianmatteo Mareggini (Modena, 8 gennaio 1967) è un allenatore di calcio ed ex calciatore italiano, di ruolo portiere, preparatore dei portieri dell'Italia under 21.

## Carriera

### Giocatore

#### Fiorentina e i vari prestiti

Mareggini con il Palermo nel 1995

Cresciuto nelle giovanili viola e, ancor prima nella squadra poggibonsese "Misericordia" che si allenava al campo sportivo del Bernino, dopo una serie di prestiti nelle categorie inferiori Mareggini esordisce nella Fiorentina nella stagione 1990-1991, all'8ª giornata di campionato, nella gara interna pareggiata 2-2 con il Genoa; rimase titolare di tutta la stagione, che vedrà la squadra gigliata terminare il campionato al 12º posto. Giocò titolare nelle due stagioni successive, alternandosi talvolta al portiere di riserva Alessandro Mannini.
Il 6 aprile 1991, giorno che segnò il ritorno a Firenze da avversario per Roberto Baggio, fu proprio lui a parare il calcio di rigore che il "Divin Codino" si rifiutò di calciare e che venne infine battuto da Luigi De Agostini. Molti anni dopo l'allenatore bianconero Luigi Maifredi dichiarò che era stato lui a decidere il cambio del rigorista designato, poiché il giorno prima della partita Fiorentina-Juventus Baggio gli aveva spiegato che Mareggini conosceva alla perfezione il suo modo di tirare dagli 11 metri.
Dopo la retrocessione del 1993, Mareggini viene ceduto al Palermo in Serie B, dove gioca per due stagioni. Tornato a Firenze nell'autunno del 1995 con Claudio Ranieri allenatore, vince la Coppa Italia disputando un minuto nella finale contro l'Atalanta. Nella stagione successiva vince, sempre da riserva, la Supercoppa Italiana e disputa le ultime due gare di campionato contro Reggiana e Sampdoria, subendo una rete.
Nella stagione 1997-1998 gioca nel Siena, e dopo l'esperienza bianconera, durata una stagione, torna a Firenze come secondo di Francesco Toldo nell'estate del 1998. In quel campionato disputa una sola partita (2-2 contro il Bari per la squalifica del titolare). Nelle due stagioni seguenti, complice l'acquisto di Giuseppe Taglialatela da parte della Fiorentina, viene relegato a terzo portiere e non ha più l'occasione per scendere in campo.

#### Ternana
Ormai chiuso nella Fiorentina da Toldo e Taglialatela, accetta nel marzo 2001 la proposta della Ternana di sostituire l'infortunato Daniele Balli. Con gli umbri sfiora la promozione in Serie A. L'anno seguente viene confermato dalla Ternana, tuttavia è vittima di un infortunio che lo costringerà a saltare l'intera stagione. Risolta la situazione, torna a giocare nella stagione 2002-2003 sempre con la Ternana. Parte come secondo di Sergio Marcon, finendo la stagione come titolare. A fine campionato non gli sarà rinnovato il contratto con la società rossoverde.

#### Livorno
Rimasto svincolato nell'estate 2003, accetta la proposta del Livorno. Con la squadra amaranto conquista, nella stagione 2003-2004, la promozione in Serie A. Partito come riserva di Nicola Pavarini, ha guadagnato nel finale di stagione il ruolo di titolare. Nel 2004-2005 è secondo di Marco Amelia in Serie A e anche in questo caso riesce a ritagliarsi importanti spazi. Nell'estate del 2005, complici alcuni dissidi con l'allora allenatore del Livorno, Roberto Donadoni, a Mareggini non viene rinnovato il contratto, nonostante il Presidente Aldo Spinelli gli avesse promesso un futuro da dirigente.

#### Pistoiese
Svincolatosi, si trasferisce quindi alla Pistoiese in Serie C1, squadra nella quale, pur alternandosi con altri portieri, è stato quasi sempre titolare. Nell'estate 2008 prolunga il contratto fino a giugno 2009. La sua ultima stagione da giocatore professionista lo ha visto retrocedere con la sua squadra in Lega Pro Seconda Divisione in seguito alla sconfitta rimediata nei playout contro il Foligno.

### Allenatore
Il 23 giugno 2009 inizia per lui una nuova carriera calcistica, divenendo difatti il preparatore dei portieri del Figline insieme al nuovo allenatore e suo collaboratore Moreno Torricelli.
Successivamente è diventato il preparatore dei portieri delle Nazionali giovanili italiane.

## Dopo il ritiro
Nella stagione 2007-2008 è stato opinionista fisso nella trasmissione televisiva "Calcio-Fair Play" (Toscana TV) insieme a Lorenzo Amoruso.

## Palmarès
- Campionato italiano di Serie B: 1

Fiorentina: 1993-1994
- Coppa Italia: 2

Fiorentina: 1995-1996;2000-2001
- Supercoppa italiana: 1

Fiorentina: 1996